# Lija
Lija (officiële naam: Ħal Lija) is een kleine plaats en tevens gemeente die gelegen is in het midden van Malta. De plaats heeft 2779 inwoners (november 2005) en is een van de zogenaamde Drie Dorpen samen met Attard en Balzan.
In Lija bevinden zich, naast een grote kerk in barokstijl, nog eens zeven zelfstandige kapellen. Lija werd een zelfstandige parochie in 1594 nadat het dorp zich losmaakte van de naastgelegen plaats Birkirkara.
Lija is bekend vanwege de enorme vuurwerkshow die ieder jaar wordt gegeven tijdens de jaarlijkse festa in de eerste week van augustus. De officiële feestdag vindt plaats op 6 augustus. Duizenden eilandbewoners en toeristen vinden ieder jaar hun weg naar de kleine plaats om te kijken naar wat volgens velen de beste grootste vuurwerkshow van het land is. Lija heeft verschillende internationale wedstrijden gewonnen op het gebied van pyrotechniek en valt regelmatig in de prijzen tijdens het jaarlijkse Malta International Fireworks festival.
De lokale voetbalclub Lija Athletic F.C. speelde in haar geschiedenis driemaal in de Premier League, de hoogste divisie van het Maltese voetbal. Gezien de beperkte omvang van het dorp en de daarom eveneens beperkte financiële middelen is dit opmerkelijk te noemen. Op 6 juli 2007, de dag die bekendstaat als "Jum Ħal Lija" (oftewel "De Dag van Lija") werd een nieuw kunstgrasveld geopend op het terrein van de lokale basisschool.
De Britse schrijver Anthony Burgess woonde van 1968 tot 1970 in Lija.

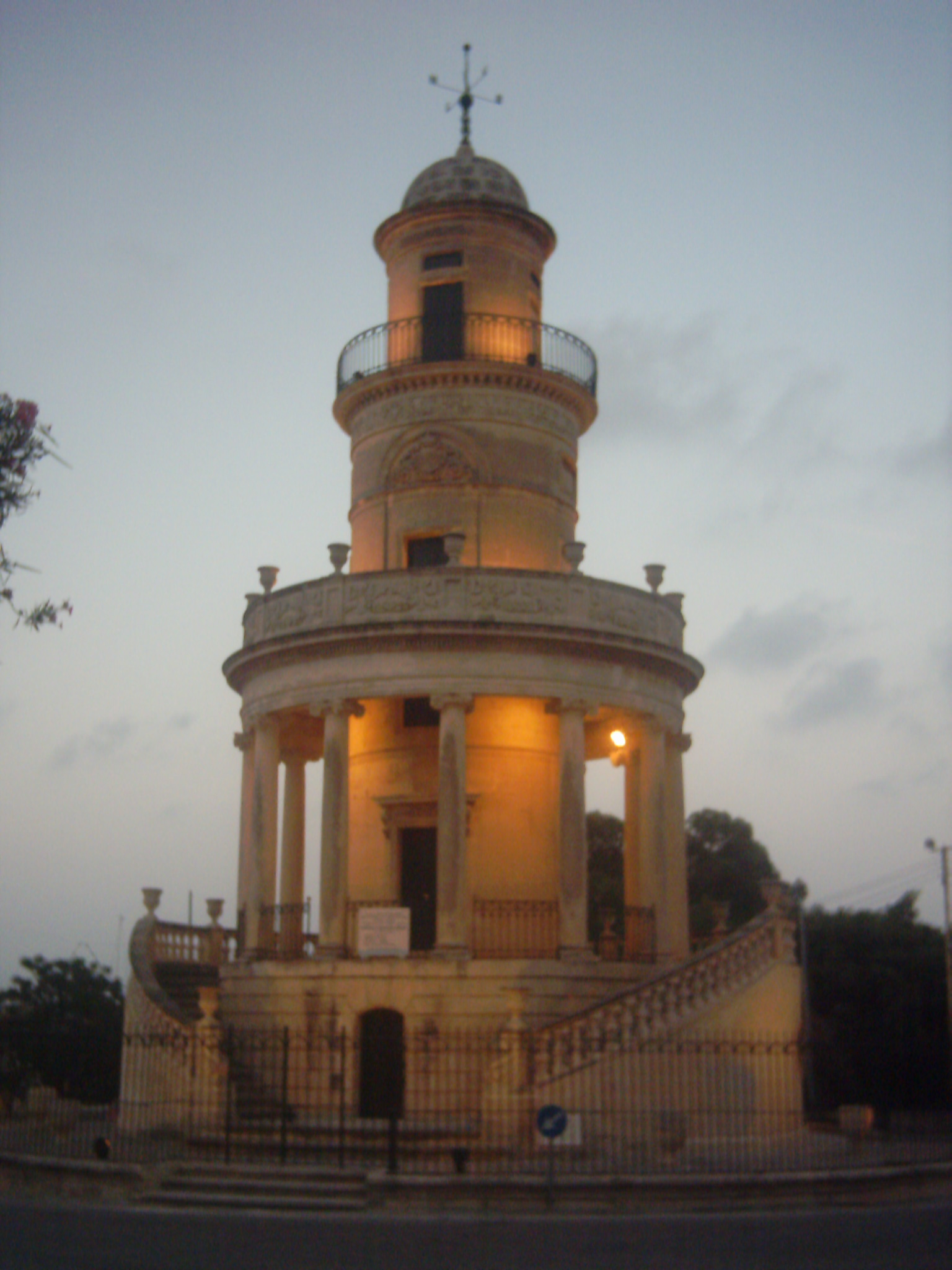
Belveder Tower